# Болбочан, Хулио
Хулио Болбочан (исп. Julio Bolbochán; 10 марта 1920, Асуль, Буэнос-Айрес — 28 июня 1996, Каракас) — аргентинский шахматист, гроссмейстер (1977). Тренер.
Дважды становился чемпионом Аргентины: в 1946 и 1948 годах. В составе сборной Аргентины 7 раз участвовал на олимпиадах 1950—1970 годах, пять раз играл на 2-й доске, в том числе на 9-й олимпиада (1950) занял 1-е место (11½ очков из 14). В 1954 участник матча СССР — Аргентина; на 2-й доске сыграл вничью с П. Кересом (+1 −1 =2). С успехом выступил в 2 зональных турнирах ФИДЕ: Мар-дель-Плата (1951) — 1-2-е (с Э. Элисказесом) и Рио-де-Жанейро (1961) — 1-е место. Участник межзонального турнира в Стокгольме (1962) — 13-е место. Участвовал в 10 крупных международных турнирах в Мар-дель-Плате; 1945 и 1950 — 4-5-е; 1952 и 1956 — 1-2-е; 1953 — 3-е; 1965 — 4-е; 1966 — 5-6-е места и других.
Лучшие результаты в других международных соревнованиях: Рио-де-Жанейро (1939) — 1-3-е; Тренчанске-Теплице (1949) и Рио-де-Жанейро (1952) — 4-5-е места.
Его брат Хакобо также был шахматистом.